# Rob Cavallo
Robert Siers "Rob" Cavallo (Washington, 21 de março de 1963) é um produtor musical americano. Mais conhecido por seu trabalho com a banda Green Day, ele já trabalhou também com artistas como Linkin Park, My Chemical Romance, Eric Clapton, Goo Goo Dolls, Dave Matthews Band, Kid Rock, Alanis Morissette, Black Sabbath, Phil Collins, Paramore, Lil Peep, Meat Loaf, Fleetwood Mac e Lindsey Buckingham. Ele é vencedor de diversos Grammy Awards.
Cavallo toca diversos instrumentos e já foi creditado por tocar baixo, guitarra, piano, teclado, dentre outros.